# Schremsbach
Der Schremsbach ist ein Bach in der Gemeinde Matrei in Osttirol (Bezirk Lienz). Er entspringt an der Nordostseite der Lasörlinggruppe und mündet gegenüber von Seblas von rechts in die Isel.
Der Schremsbach entspringt an der Nordostflanke des Kleinen Zunigs im Musachwald. Er fließt in relativ gerader Linie in nordöstlicher Richtung dem Iseltal zu. Gegenüber der Ortschaft Seblas bzw. des Matreier Gewerbeparks mündet der Schremsbach in die Isel. Insgesamt wird dem Schremsbach auf seiner gesamten Länge eine hohe naturräumliche Bedeutung attestiert.